# Partido Cristiano Económico y Social
El Partido Económico y Social Cristiano (en húngaro: Keresztény Gazdasági és Szociális Párt, KGSZP) fue un partido político católico de Hungría que existió durante el período de entreguerras.

## Historia
El 18 de febrero de 1926 , el Partido Económico Nacional Cristiano se fusionó con el Partido Socialista Cristiano Nacional, dando origen al Partido Económico y Social Cristiano, presidido por el conde János Zichy. En las elecciones parlamentarias de Hungría de 1926 obtuvieron 35 escaños, ocho de los cuales eran sacerdotes. En las elecciones parlamentarias de Hungría de 1931 consiguieron incrementar en uno el número de sus escaños, es decir, consiguieron 36 asientos. Incluso antes de las elecciones, formaron una alianza con el partido gobernante, Partido de la Unidad, como resultado de lo cual Sándor Ernszt se unió al gobierno de Esteban Bethlen con los colores del PCUS en 1930-1931. Primero fue designado ministro de Bienestar Público y Trabajo, y luego ministro de Religión y Educación Pública en el gobierno de Gyula Károlyi, antes de renunciar en diciembre de 1931 debido a desacuerdos. Con la salida de Ernszt del gobierno, la coalición del Partido Unido y el PCUS también se desintegró.
En las elecciones parlamentarias de Hungría de 1935, el partido se debilitó significativamente. Desde los 35 anteriores, el número de escaños ganados se redujo a solo 14, dejando al FKGP (22 diputados) y más del 69% de los escaños en el decimocuarto partido más grande del parlamento (22 diputados) (170 escaños) detrás del Partido de Unidad Nacional ganador. (rebautizado Partido Unificado). Tras el fracaso de la elección, decidieron basar su base en el sacerdocio y los maestros cristianos.
El partido todavía estaba dirigido por el conde János Zichy en 1937. el 26 de enero, se fusionó con el Partido Nacional del Pueblo, el Partido del Pueblo Cristiano y la Oposición Cristiana para formar el Partido Cristiano Unido. Zichy también se convirtió en presidente de la nueva formación.

## Desempeño electoral
| Año  | Votos   | %     | Bancas ganadas | Nota      |
| ---- | ------- | ----- | -------------- | --------- |
| 1926 | 175 275 | 15.33 | 35/245         | Oposición |
| 1931 | 184 618 | 14.69 | 36/245         | Gobierno  |
| 1935 | 175 165 | 8.87  | 14/245         | Oposición |